# Conjunto de parques del Ebro (Logroño)
El conjunto de parques del Ebro básicamente son un conjunto de parques que se localizan en las riberas del río Ebro a su paso por Logroño, La Rioja. Desde los años noventa Logroño ha invertido en la construcción de diversos parques en la ribera del Ebro con el fin de crear un pulmón verde que haga disponer a la ciudad de los parques más grandes y famosos de la capital riojana. 

## Historia
Aparte de ser un centro de naturaleza virgen y de actividades deportivas, esta zona de la ciudad es un principal centro cultural dado que en esta zona se organizan actividades culturales, dispone de esculturas artísticas y dispone de edificios donde practicar diferentes actividades artísticas, culturales y deportivas.

## Localización de los parques
Los parques y paseos se disponen a lo largo de la ribera entre la orilla norte y sur, además la mayoría se encuentran atravesados o divididos por puentes.
En la orilla Norte:
- Pozo cubillas
- Casa de las Ciencias
- La Playa

En la orilla Sur:
- Parque de la Ribera
- Paseo de la Florida

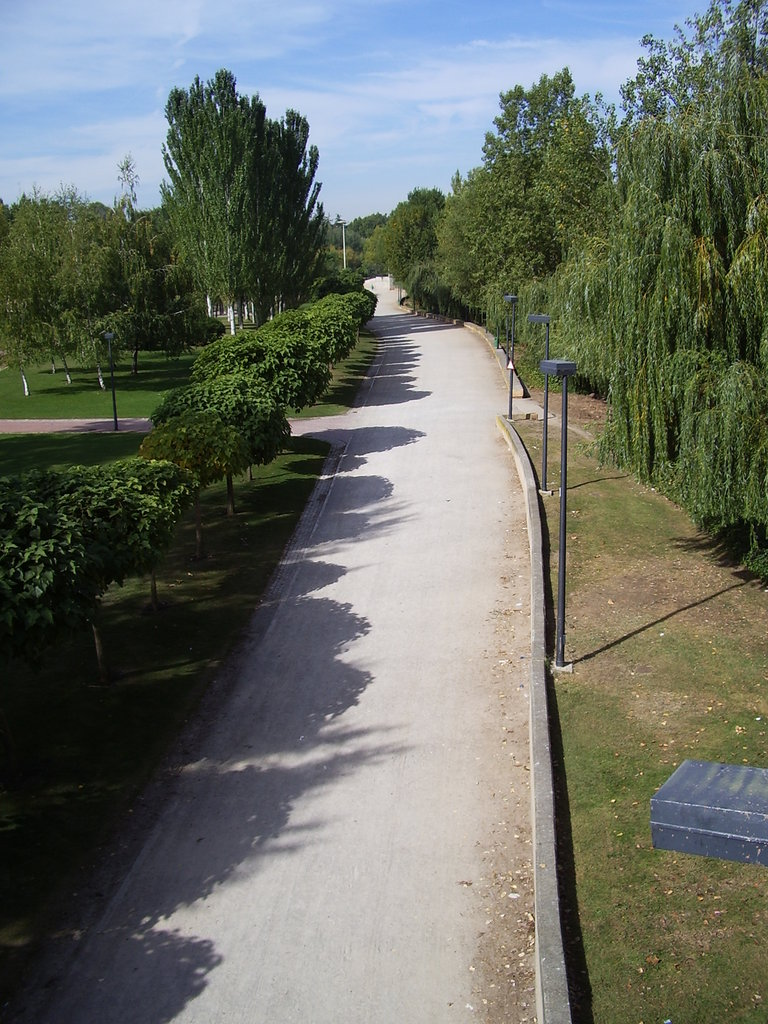
Parque del Ebro
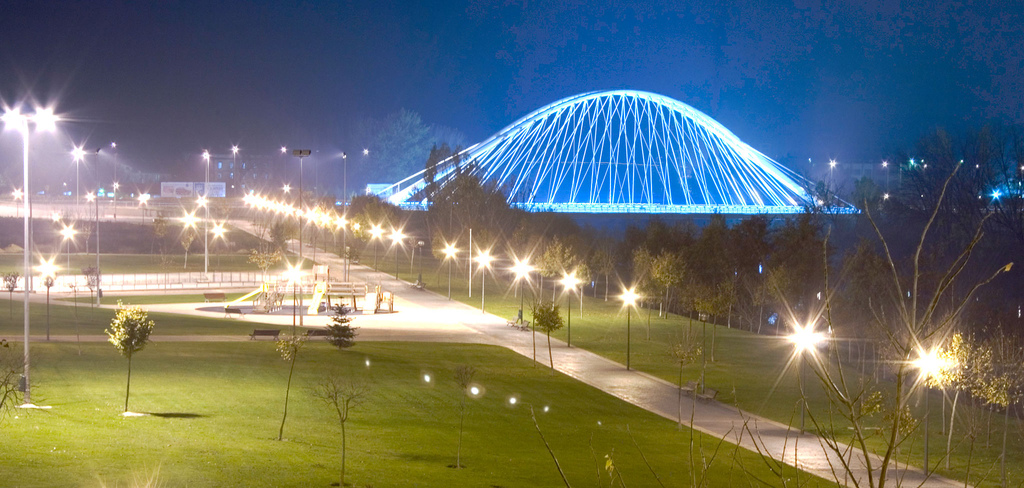
Parque de la Concordia
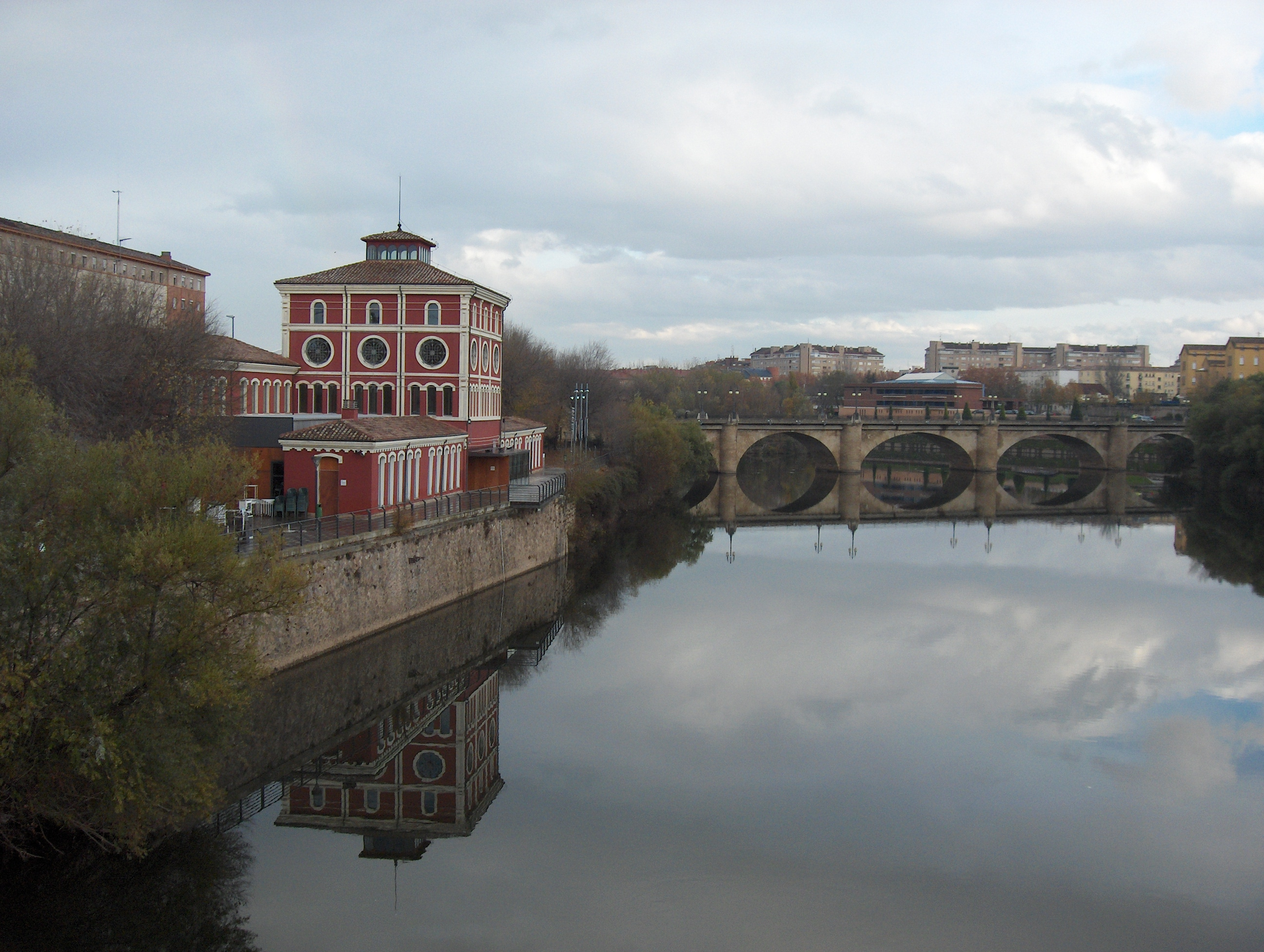
Paseo de la casa de las Ciencias y el puente de Piedra a continuación
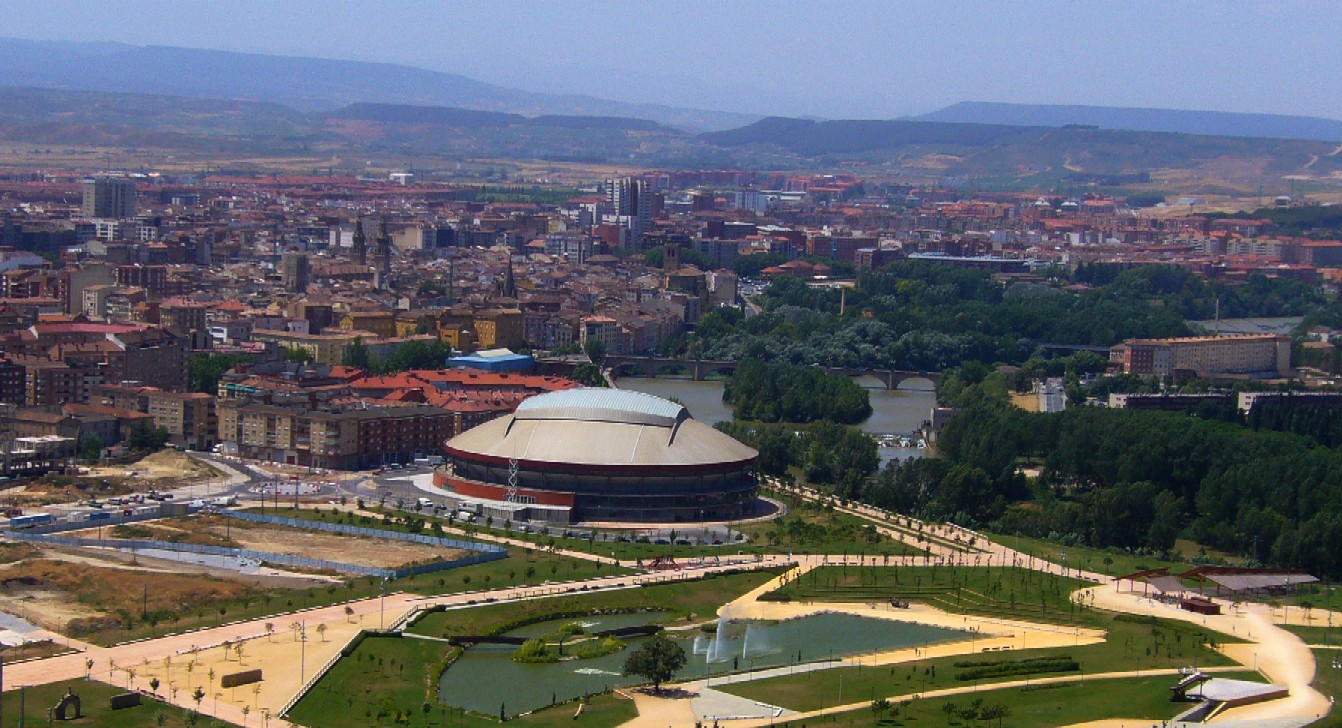
Parque de la Isla
- Parque del Iregua

- Parque del Ebro
- Parque de la Isla
- Paseo de la casa de las Ciencias y el puente de Piedra a continuación
- Parque de la Ribera